# Râul Barcheș
Râul Barcheș sau Râul Barheș este un curs de apă, afluent al râului Caraș. 

## Hărți
- Harta județul Caraș-Severin